# UC-61号潜艇
陛下之UC-61号艇是德意志帝国海军于第一次世界大战期间建造的其中一艘UC-II型近岸布雷潜艇或称U艇。它由不来梅的威悉船厂承建，于1916年11月11日新船下水，至同年12月13日交付使用。其全长51.85米，水面及水下排水量分别为422吨和504吨，艇载武器则包括三具鱼雷发射管、六具水雷滑射槽以及一门88毫米口径甲板炮。UC-61号入役后曾被部署至驻比利时的佛兰德区舰队，并参与了大西洋潜艇战。通过其五次巡逻，共直接或间接击沉12艘协约国或中立国舰船，累计总吨位为21399吨。1917年7月26日，UC-61号因遭遇大雾不慎在维桑搁浅，为避免被协约国强占，其船员在被俘前凿沉了该艇。

## 设计
1915年秋天，由于中立国美国的干预，U艇战几乎陷入停顿，导致德国广泛开展《国际法》所允许的水雷战，从而使布雷潜艇的需求量相应增加。德意志帝国海军潜艇监察局（Inspektion des U-Bootwesens）的开发部门留意到了这一点，遂以UB-II型为基础，按照兼顾布雷效率和生产速度的要求，以41号工程的名义设计了UC-II型潜艇。为了弥补前型UC-I型的缺陷，UC-II型艇不仅更大，而且采用双轴推进系统。然而，与前型最主要的区别在于，UC-II型艇重新运用了双壳体结构。但它并非纯粹的双体潜艇，而是一种中间过渡型；因为外层没有封闭耐压壳体，而是作为鞍形水柜附在上方。
UC-61号是64艘UC-II型方案的其中一艘。这个亚型的艇体结构与UB-II型类似，但体积更大，全长为51.85米，并有3.67米的吃水深度；由于不再考虑铁路运输的装载限界，舷宽也得以增至5.22米。其水上和水下排水量分别为422吨和504吨。艇只采用两台猛狮六缸四冲程600匹公制馬力（440千瓦特）柴油机用于水面运行，以及两台620匹公制馬力（460千瓦特）的西门子-舒克特电动发电机用于水下航行；水面最高航速11.9節（22.0每小時），水下7.2節（13.3每小時）；能够在水面以7節（13每小時）航速续航8,000海里（15,000），或以4節（7.4每小時）连续在水下航行59海里（109）而无需充电。其潜没需时约为30秒，能够在50米的深度下运作。
作为布雷潜艇，UC-61号改将六具布雷滑射槽安装在艇体前部，每具储存井内的水雷数量增至3枚，即合共18枚UC200型水雷。布雷时只需将存储井底部的盖板打开，水雷便可凭借自身重量滑入水中。随着滑射槽长度增加，艇体艏楼的上层建筑被抬高，上层建筑与司令塔之间的凹陷处布置了一门88毫米30倍径速射炮作为甲板炮。但由于位置相对较低，火炮甲板在恶劣海况下很容易被涌浪淹没。此外，UC-61号还装备有三具500毫米鱼雷发射管，这极大提升了潜艇的攻击能力。其中艇艏两具外置在两侧、艇艉一具则为内置式，并可搭载合共7枚G6型鱼雷。其标准船员编制为3名军官及23名水兵。

## 历史
1916年1月12日，在海军元帅阿尔弗雷德·冯·提尔皮茨的倡议下，国家海军办公室分别向五家德国造船厂发包第三批次的UC-II型潜艇。UC-61号因此成为不来梅威悉船厂承建的该批次首艇，建造编号为259。它于1916年4月3日动工、同年11月11日新船下水，至12月13日在曾执掌UB-12号的艇长、海军中尉格奥尔格·格特的指挥下交付使用，随即展开海试。完成海试后，该艇于1917年2月27日被编入驻泽布吕赫的佛兰德区舰队，成为海军佛兰德集团军的一份子。
在五个月的佛兰德役期中，UC-61号参与了大西洋潜艇战，足迹遍及英吉利海峡和伊鲁斯瓦湾等水域。通过其五次布雷及破交战巡逻，UC-61号合共击沉协约国或中立国的10艘商船、1艘军舰和1艘辅助军舰，累计总吨位为21399吨。其中，体积最大的受害者是排水量为7578吨的法国海军装甲巡洋舰克莱贝尔号，它于1917年6月27日在布雷斯特泊地撞上了由UC-61号布设的水雷而沉没，造成42名官兵阵亡。此外，排水量为570吨、隶属英国皇家海军的驱逐舰埃特里克号也于1917年7月7日在比奇角西南约15海里（28）处遭格特发射鱼雷命中；尽管其舰艏被炸掉，但仍可坚持拖曳回港而未沉没。事件共造成该舰49名官兵阵亡。
1917年7月26日，UC-61号因遭遇大雾而不慎在加来至灰鼻岬之间的维桑（50°54′N 01°40′E / 50.900°N 1.667°E）搁浅。为避免被协约国强占，其船员在向法国投降之前装药凿沉了该艇，将艇身炸成两半。残骸被淤积起来，但若干年后在维桑海岸的退潮期间可以看到。潜艇有部分自2018年12月以来一直全天候可见，一些当地人预计，由于风向和潮汐的变化，潜艇将更频繁地显现。

## 袭击历史摘要
| 日期          | 船名            | 船籍         | 吨位 | 结局 |
| ------------- | --------------- | ------------ | ---- | ---- |
| 1917年3月5日  | 哥本哈根号      | 英国         | 2570 | 击沉 |
| 1917年4月30日 | 阿丰号          | 英國皇家海軍 | 227  | 击沉 |
| 1917年4月30日 | 戈里齐亚号      | 乌拉圭       | 1957 | 击沉 |
| 1917年4月30日 | 小谜号          | 英国         | 114  | 击沉 |
| 1917年5月3日  | 前进之子号      | 法國         | 25   | 击沉 |
| 1917年5月3日  | 乔瓦尼娜号      | 義大利王國   | 3030 | 击沉 |
| 1917年5月5日  | 加尔号          | 法國         | 1658 | 击伤 |
| 1917年5月8日  | 内丽号          | 法國         | 1868 | 击沉 |
| 1917年5月10日 | 布鲁姆希尔号    | 英国         | 1392 | 击沉 |
| 1917年5月10日 | 弥涅耳瓦号      | 挪威         | 518  | 击沉 |
| 1917年6月27日 | 克莱贝尔号      | 法国海军     | 7578 | 击沉 |
| 1917年6月28日 | 伊迪丝·费舍尔号 | 挪威         | 1818 | 击伤 |
| 1917年7月4日  | 乌勒尔号        | 挪威         | 543  | 击沉 |
| 1917年7月6日  | 工业化号        | 比利时       | 1577 | 击沉 |
| 1917年7月7日  | 埃特里克号      | 英國皇家海軍 | 570  | 击伤 |

## 脚注
1. 1 2 3  Helgason, Guðmundur. . German and Austrian U-boats of World War I - Kaiserliche Marine - Uboat.net.   [2009-02-23].
2. ↑  Tarrant，第173頁.
3. 1 2 3  Gröner 1991，第31-32頁.
4. 1 2  Helgason, Guðmundur. . German and Austrian U-boats of World War I - Kaiserliche Marine - Uboat.net.   [2015-01-11].
5. ↑  陈进，第48頁.
6. ↑  . Navypedia.   [2022-09-16]. （原始内容存档于2023-01-20）.
7. ↑  陈进，第46頁.
8. ↑  Herzog，第139頁.
9. 1 2  Helgason, Guðmundur. . German and Austrian U-boats of World War I - Kaiserliche Marine - Uboat.net.   [2015-01-11].
10. ↑  Helgason, Guðmundur. . German and Austrian U-boats of World War I - Kaiserliche Marine - Uboat.net.   [2022-11-15].
11. ↑  Helgason, Guðmundur. . German and Austrian U-boats of World War I - Kaiserliche Marine - Uboat.net.   [2022-11-15].
12. ↑  . BBC News. 2019-01-12  [2019-01-12]. （原始内容存档于2022-11-16）.
13. ↑  Geggel, Laura; January 15, Senior Writer |; ET, 2019 06:27am. . Live Science. 2019-01-15  [2019-01-24]. （原始内容存档于2022-12-05）.
14. ↑  . 2019-01-12  [2019-01-24]. （原始内容存档于2022-11-16）.